# Багновець приморський
Багновець приморський (Ammodramus maritimus) — вид горобцеподібних птахів родини Passerellidae.

## Поширення
Вид поширений вздовж атлантичного узбережжя США від Нью-Гемпширу до Техасу.

## Спосіб життя
Мешкає серед солончаків та солонуватих узбережних болотах. Шукає пошиву на землі, або серед болотної рослинності. Живиться комахами, морськими безхребетними, насінням. Чашоподібне гніздо будує між степлами тростини. У гнізді 2-5 яєць.

## Підвиди
- Ammodramus maritimus mirabilis
- Ammodramus maritimus nigrescens
- Ammodramus maritimus peninsulae